# Сиснерос, Антонио
Антонио Сиснерос (исп. Antonio Cisneros; 27 декабря 1942, Лима, Перу — 6 октября 2012, Лима, Перу) — перуанский поэт, прозаик, журналист, переводчик, доктор наук (1974), педагог, профессор.

## Биография
Образование получил в Национальном университете Сан-Маркос и Католическом университете Перу (1960—1965).
Преподавал в нескольких университетах Перу, Западной Европы и США. Занимался журналистикой в СМИ, радио и на телевидении. Был директором культурного центра инков Перу.
Умер в Лиме от рака легких.

## Творчество
Принадлежал к поколению 1960-х годов в перуанской литературе. Один самым издаваемых и знаменитых представителей современной перуанской поэзии. Его книги были переведены на 14 языков.

## Награды
Награждался многочисленными премиями, в том числе, национальной премией за поэзию (1964), премией Каса-де-лас-Америкас, премией Габриэлы Мистраль, Иберо-американской литературной премией Хосе Доносо (2004), Литературной премией Пабло Неруды (в 2010). Является кавалером французского ордена искусств и литературы.

## Избранные произведения
- Destierro (1961)
- David (1962)
- Comentarios reales de Antonio Cisneros (1964)
- Canto ceremonial contra un oso hormiguero (1968)
- Agua que no has de beber (1971)
- Como higuera en una campo de golf (1972)
- El libro de Dios y de los húngaros (1978)
- Crónicas del Niño Jesús de Chilca(1981)
- Agua que no has de beber y otros cantos (1984)
- Monólogo de la casta Susana y otros poemas (1986)
- Por la noche los gatos (1988)
- Poesía, una historia de locos (1989)
- Material de lectura (1989)
- Propios como ajenos (1989, 1991, 2007)
- Drácula de Bram Stoker y otros poemas (1991)
- Las inmensas preguntas celestes (1992)
- Poesía reunida (1996)
- Postales Para Lima (1991)
- Poesía (3 тома) (2001)
- Comentarios reales(2003)
- Como un carbón prendido entre la niebla(2007)
- Un Crucero a las Islas Galápagos (2005, 2007)
- A cada quien su animal (2008)
- El caballo sin libertador (2009)

### Проза
- El arte de envolver pescado (1990)
- El libro del buen salvaje (1995—1997)
- El diente del Parnaso (2000)
- Ciudades en el tiempo (2001)
- Cuentos idiotas (2002)
- Los viajes del buen salvaje (2008)